# Cornelis Canis
Pour les articles homonymes, voir Cornelis et Canis.
Cornelis Canis ou Cornelius Canisius, ou Cornelis d'Hondt ou de Hondt, est né vers 1506 (probablement à Gand) et mort le 16 février 1561, à Prague. Cornelis Canis est un compositeur franco-flamand, polyphoniste, maître des enfants (1542) puis maître de chapelle de la grande chapelle impériale des Habsbourg (de 1547 à 1555) à Madrid.
Il a mêlé le style de composition du milieu du XVIe siècle de l'école-flamande et ses polyphonies complexes à la légèreté et à la clarté de la chanson parisienne. il fut l'un des rares compositeurs franco-flamands de son époque à écrire des chansons en langue française.

## Éléments biographiques
Nous n'avons pas conservé la trace d'éléments biographiques liés à son enfance. Il était probablement originaire de Gand puisqu'un courrier stipule que ses parents y résidaient. Les échos les plus anciens de sa carrière le mentionnent en qualité de Maître de chant et Maître des enfants de L'église Saint-Jean de Gand (qui allait bientôt s'appeler (1559) la cathédrale Saint-Bavon). Peut-être faisait-il partie d'une grande famille de musiciens puisque d'autres musiciens portant le patronyme de d'Hondt ou de Canis se sont illustrés au XVIe siècle à Gand, à Courtrai mais aussi dans l'entourage immédiat de la chapelle impériale, à Madrid.
En 1542, la mission de conduire quatre chantres issus des Pays-Bas des Habsbourg vers l'Espagne, siège principal du pouvoir de Charles Quint qui était alors Empereur des Romains lui est confiée. Ce voyage est la première mention connue de son lien avec la chapelle impériale : la « Grande Chapelle ». Durant cette décennie, bien que son évolution précise au sein de la chapelle ne nous soit pas connue, la réputation de Cornelis Canis se renforça. À cette époque, les musiciens restaient rarement longuement à un même endroit. Il n'était, en effet, pas rare qu'ils accompagnent l'empereur dans ses voyages, aux Pays-Bas des Habsbourg, en Autriche, ou encore en Italie. Certains documents de la cour de Charles Quint mentionnent ainsi sa présence à Utrecht et à Augsbourg.
Canis devint maistre des enfans de la chapelle impériale, succédant ainsi à Nicolas Gombert, vers 1540, tandis que ce dernier était accusé d'avoir molesté un enfant de chœur qui lui était confié ; Gombert fut contraint de renoncer à sa charge et fut condamné aux galères. À cette époque, la chapelle fut réorganisée et la fonction de Maître de Chapelle absorba celle de Maître des enfants. Ainsi, Canis, endossant désormais les deux charges, succéda à la fois à Nicolas Gombert et à Thomas Créquillon, le précédent Maître de chapelle. D'autres musiciens sont associés à la chapelle à ce moment, il s'agit de Nicolas Payen, de l'organiste Jean Lestainnier. Certains critiques musicaux comme Antonio Gardano ou Pierre Attaingnant commencent à faire état de la musique de Canis à cette époque. La plupart de son œuvre fut écrite entre 1542 et 1558, une période d'activité intense pour la Grande Chapelle des Habsbourg. Toute son œuvre ne fut pas publiée et certaines pièces ne nous sont connues qu'au travers de manuscrits conservés aux Pays-Bas ou en Allemagne,
Canis en plus des honneurs, reçut des prébendes royales, des pensions, une faveur apostolique et fut abbé de Notre-Dame à Middelburg et de Floresse à Liège. En 1555, il se retira. Ceci, probablement en raison du fait que Charles Quint était sur le point d'abdiquer en faveur de son fils Philippe II d'Espagne. Cela ne signa toutefois pas la fin de sa carrière musicale puisqu'il devint chapelain et chanoine à Courtrai, respectivement à Saint-Martin et à l'église Notre-Dame. Il mourut à Prague qui était alors détenue par les Habsbourg.

## Musique et influences

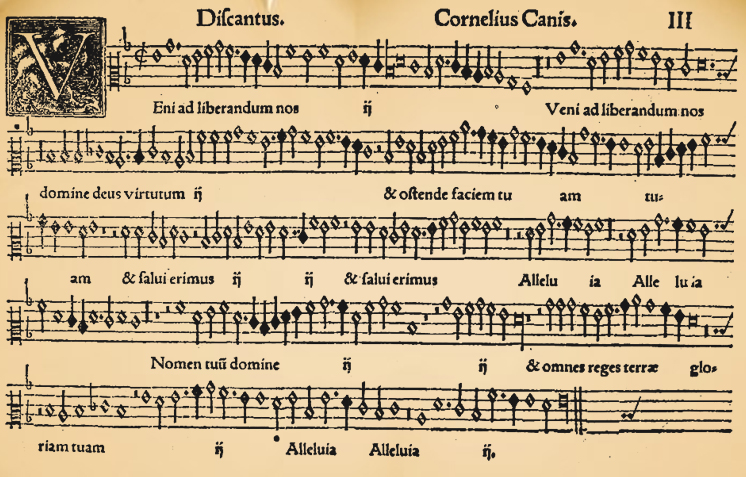

Canis écrivit de la musique tant sacrée que profane. Aucun morceau strictement instrumental ne nous est parvenu et il est plausible qu'il n'en ait écrit aucun.
Nous avons conservé un volume considérable de l'œuvre de Canis incluant deux messes, 35 motets et 31 chansons. Certaines de ses pièces n'ont été découvertes que récemment (trois motets et deux chansons). L'ensemble de son œuvre (motets et chansons) est pour trois à six voix. Les deux messes : Missa Pastores loquebantur et Missa super Salve celeberrima sont pour six voix.
Les motets de Canis sont écrits à la manière de la génération de compositeurs franco-flamands qui fit suite à Josquin des Prés, utilisant une large variétés de contrepoints avec une dextérité remarquable. L'imitation est souvent présente et peut prendre des formes strictes ou plus libres.

Contrastant avec ses procédés polyphoniques élaborés qu'il utilisait dans sa musique sacrée, les chansons de Canis sont à la fois empreintes de polyphonie néerlandaise et de simplicité française. Durant les années 1540 et 1550, deux types particuliers de chansons cohabitaient. Le premier, parisien, avec des compositeurs comme Clément Janequin et Claudin de Sermisy qui tendaient à être homophoniques et qui écrivaient des phrases courtes en ne comportant que peu de passages d'imitation. Le second, la polyphonie franco-flamande qui était largement imitative. Canis maria ces deux types musicaux.

## Œuvre

### Ses Messes
- Missa Pastores loquebantur
- Missa super Salve celeberrima

### Ses motets
- Tota Vita (composé pour Charles Quint)
- Clama ne cesses

### Ses chansons
- Pour parvenir bon pied bon œil
- En desirant que je vous voye
- Mariez moy mon père
- Par vous seulle la mort m'assault
- Ma bouche chante
- Mal et souscy
- Belle donne moy ung regard
- Ta bonne grace
- Cueur prisonnier
- C'est a gran tort